# Andy McCollum
Andrew Jon „Andy“ McCollum (* 2. Juni 1970 in Akron, Ohio) ist ein ehemaliger US-amerikanischer Arena-Football- und American-Football-Spieler. Er spielte 15 Saisons auf der Position des Centers in der National Football League (NFL).

## Karriere
Von 1989 bis 1992 besuchte McCollum die University of Toledo, wo er für die Toledo Rockets College Football spielte. Dort spielte er auf der Position des Guards, auf der er in seinen beiden letzten Saisons ins First-team All-MAC gewählt wurde. Zum hundertjährigen Jubiläum der Rockets 2017 wurde Molls auf Platz 48 des All-Century Teams gewählt.
Im Mai 1994 verpflichteten die Milwaukee Mustangs McCollum. Nach der Saison verpflichteten ihn die Cleveland Browns, da diese für die Training Camps eine Person zum snappen benötigten und McCollum aus der Umgebung kam und verfügbar war. Am 29. August 1994 wurde er von den Browns entlassen. Am 30. August 1994 verpflichteten die Browns McCollum für ihren Practice Squad. Mitte November 1994 verpflichteten die New Orleans Saints McCollum. Dort spielte er insgesamt fünf Saisons. 1995 wurde er dabei auch in die World League zu den Barcelona Dragons abgestellt. Seit 1996 spielte er dabei in allen Spielen.
Zur Saison 1999 verpflichteten die St. Louis Rams McCollum. Bereits in seiner ersten Saison mit den Rams gelangte er in den Super Bowl XXXIV, dem ersten des Franchises, und gewann diesen auch mit ihnen. Im Februar 2000 erhielt McCollum einen neuen Dreijahresvertrag über 3,4 Millionen $. Er startete in den folgenden sechs Saisons. Nach der Saison 2001 erhielt er den Ed Block Courage Award. Im November 2005 unterzeichnete er eine Vertragsverlängerung, die ihn bis zur Saison 2007 an die Rams band.
Am 31. Juli 2008 wurde McCollum von den Detroit Lions verpflichtet. Mit diesen erzielte er erstmals in der NFL-Geschichte eine 0–16-Saison. Kurz darauf beendete er seine Karriere.